# Brunhilda
A Brunhilda női név germán eredetű, jelentése: páncél, harc.

## Alakváltozatok
Brünhild

## Gyakorisága
Az újszülötteknek adott nevek körében az 1990-es években szórványosan fordult elő. A 2000-es és a 2010-es években sem szerepelt a 100 leggyakrabban adott női név között.
A teljes népességre vonatkozóan a Brunhilda sem a 2000-es, sem a 2010-es években nem szerepelt a 100 leggyakrabban viselt női név között.

## Névnapok
november 17.

## Híres Brunhildák
- Brünhilde frank királyné